# Nervenkompressionssyndrom
Unter einem Nervenkompressionssyndrom oder Nervenengpasssyndrom versteht man eine chronische Druckschädigung eines peripheren Nervs. Die Schädigung tritt in der Regel an anatomisch besonders exponierten Stellen auf. Fast alle Nervenkompressionssyndrome lassen sich chirurgisch behandeln. Diese Behandlung führt zu einer weitgehenden Erholung des Nervs, sofern die Schädigung nicht zu lange gedauert hat.

## Beispiele für Nervenkompressionssyndrome

### Schultergürtel und obere Extremität
Nervus medianus
- Karpaltunnelsyndrom: Kompression des Nervus medianus im sogenannten Karpaltunnel an der Handgelenkbeugeseite (häufigstes Nervenkompressionssyndrom)
- Pronator-teres-Syndrom: Kompression des Nervus medianus bei Durchtritt durch den Musculus pronator teres
- Kiloh-Nevin-Syndrom: Läsion des  Nervus interosseus anterior

Nervus ulnaris
- Kubitaltunnelsyndrom (anatomisch inkorrekt:[1] Ulnarisrinnensyndrom, Sulcus-ulnaris-Syndrom): Schädigung des Nervus ulnaris im Bereich des Ellenbogens am sogenannten „Musikantenknochen“
- Loge-de-Guyon-Syndrom: Schädigung des Nervus ulnaris im Canalis ulnaris (Guyon-Loge)

Nervus radialis
- Supinatorlogen-Syndrom (auch Supinatortunnelsyndrom, Nervus-interosseus-posterior-Syndrom oder Radialistunnelsyndrom): Kompression des Ramus profundes des Nervus radialis
- Wartenberg-Syndrom: Kompression des Ramus superficialis des Nervus radialis an der speichenseitigen Streckseite des Unterarms

### Beckengürtel und untere Extremität
Nervus cutaneus femoris lateralis
- Meralgia paraesthetica: Schädigung des Nervus cutaneus femoris lateralis im Bereich des Leistenbands

Nervus tibialis
- Hinteres Tarsaltunnelsyndrom: Kompression des Nervus tibialis im Tarsaltunnel am medialen Fußrand
- Morton-Metatarsalgie: Kompression eines Zwischenzehennervs an der Fußsohle
- Baxter-Neuropathie: Kompression des Nervus calcaneus inferior an der Ferse

Nervus ischiadicus
- Piriformis-Syndrom

Nervus fibularis profundus
- Vorderes Tarsaltunnelsyndrom: Kompression des sensiblen Endasts des Nervus fibularis profundus am Fußrücken

### Weitere
Nervus trochlearis
- verursacht vermutlich eine Obliquus-superior-Myokymie